# (2758) Cordelia
(2758) Cordelia es un asteroide que forma parte del cinturón de asteroides y fue descubierto por Nikolái Stepánovich Chernyj el 1 de septiembre de 1978 desde el Observatorio Astrofísico de Crimea, en Naúchni.

## Designación y nombre
Cordelia recibió inicialmente la designación de 1978 RF.
Más adelante, en 1985, se nombró por Cordelia, un personaje de la tragedia El rey Lear del dramaturgo inglés William Shakespeare (1564-1616).

## Características orbitales
Cordelia está situado a una distancia media de 2,551 ua del Sol, pudiendo acercarse hasta 1,845 ua y alejarse hasta 3,258 ua. Su excentricidad es 0,277 y la inclinación orbital 2,8 grados. Emplea 1488 días en completar una órbita alrededor del Sol.

## Características físicas
La magnitud absoluta de Cordelia es 13,8.